# Jovica Nikolić
Jovica Nikolić (Svetozarevo, 1959. július 11. –) olimpiai bronzérmes jugoszláv válogatott szerb labdarúgó, középpályás, edző.

## Pályafutása

### Klubcsapatban
A Jagodina csapatában kezdte a labdarúgást. 1983 és 1989 között a Crvena zvezda labdarúgója volt és két bajnoki címet illetve egy jugoszláv kupagyőzelmet szerzett. 1989 és 1993 között a portugál SC Salgueiros, 1993 és 1995 között az FC Maia játékosa volt.

### A válogatottban
1985-ben egy alkalommal szerepelt a jugoszláv válogatottban. Az 1984-es Los Angeles-i olimpián bronzérmet szerzett a csapattal.

### Edzőként
2008-ban az Ordabaszi Simkent vezetőedzője volt.

## Sikerei, díjai
Jugoszlávia
- Olimpiai játékok
  - bronzérmes: 1984, Los Angeles

 Crvena zvezda
- Jugoszláv bajnokság
  - bajnok (2): 1983–84, 1987–88
- Jugoszláv kupa
  - győztes: 1985